# Dan Marino
Daniel Constantine "Dan" Marino, Jr., född 15 september 1961 i Pittsburgh, är en före detta spelare inom amerikansk fotboll. Han anses vara en av de bästa quarterback-spelarna (offensiv spelfördelare) genom tiderna och håller eller har innehaft nästan alla passningsrekord inom den amerikanska proffsligan NFL.[källa behövs] Marino spelade för Miami Dolphins under hela sin NFL-karriär.

## I populärkulturen
1994 medverkade Marino i filmen Ace Ventura: Den galopperande detektiven med Jim Carrey och Courtney Cox, där han spelade sig själv. Filmen handling kretsar kring Miami Dolphins stulna maskot, en levande delfin. 2003 medverkade Marino i filmen Bad Boys II och även där spelade han sig själv.
I komedin Little Nicky med Adam Sandler från 2000 har Marino en liten cameoroll där han frågar Satan om en Super Bowl-ring. Han hade även en cameoroll i 1998 års Holy Man med Eddie Murphy.